# Море у вогні
«Море у вогні» (італ. Fuocoammare) — італійський документальний фільм, знятий Джанфранко Розі. Світова прем'єра стрічки відбулась 13 лютого 2016 року на Берлінському міжнародному кінофестивалі, а в Україні — 22 липня 2016 року на Одеському міжнародному кінофестивалі. В український широкий прокат картина вийшла 15 вересня 2016 року. Фільм розповідає про сицилійський острів Лампедуза, який став символом Європейської міграційної кризи.
Фільм був висунутий Італією на премію «Оскар» за найкращий фільм іноземною мовою.

## Визнання
| Нагороди та номінації фільму «Море у вогні» | Нагороди та номінації фільму «Море у вогні» | Нагороди та номінації фільму «Море у вогні» | Нагороди та номінації фільму «Море у вогні» | Нагороди та номінації фільму «Море у вогні» | Нагороди та номінації фільму «Море у вогні» |
| Рік                                         | Кінопремія / Кінофестиваль                  | Категорія / Нагорода                        | Номінант                                    | Результат                                   |                                             |
| ------------------------------------------- | ------------------------------------------- | ------------------------------------------- | ------------------------------------------- | ------------------------------------------- | ------------------------------------------- |
| 2016                                        | Берлінський міжнародний кінофестиваль       | «Золотий ведмідь» за найкращий фільм        | «Море у вогні»                              | Перемога                                    |                                             |
| 2017                                        | Премія Сезар (43-тя церемонія)              | Найкращий документальний фільм              | «Море у вогні»                              | Номінація                                   |                                             |